# Jacques Faivre (Bischof)
Jacques Maurice Faivre (* 11. August 1934 in Lyon; † 13. August 2010 ebenda) war römisch-katholischer Bischof von Le Mans.

## Leben
Jacques Faivre studierte Philosophie im Priesterseminar in Francheville und Theologie an der Katholischen Universität Lyon. Er empfing am 29. Juni 1960 die Priesterweihe. Er war neun Jahre lang Priester in Lyon und 15 Jahre lang Hochschulpfarrer in Lyon. Von 1984 bis 1989 war er Pfarrer von Notre-Dame-Saint-Vincent et Saint-Paul in Lyon. 1989 wurde Jacques Faivre zum Archidiakon im Großraum Lyon ernannt.
Papst Johannes Paul II. ernannte ihn am 29. April 1992 zum Titularbischof von San Leone und zum Weihbischof in Lyon-Vienne. Der Erzbischof von Lyon, Albert Kardinal Decourtray, spendete ihm am 14. Juni desselben Jahres die Bischofsweihe; Mitkonsekratoren waren Hubert Barbier, Bischof von Annecy, und Claude Feidt, Erzbischof von Chambéry. Er war zudem Generalvikar von Lyon.
Am 29. Juli 1997 berief ihn Johannes Paul II. zum Bischof von Le Mans. Seinem Rücktrittsgesuch aus gesundheitlichen Gründen wurde durch Papst Benedikt XVI. am 3. Juli 2008 stattgegeben.
Bischof Jaques Faivre verstarb am 13. August 2010 in seiner Heimatstadt Lyon an den Folgen eines Herzanfalls. Seine letzte Ruhestätte fand er in der Kathedrale von Lyon.